# Yang Chen-Ning
Yang Chen-Ning (kitajščina; 楊振寧; pinjin: Yáng Zhènníng), kitajsko-ameriški fizik, * 22. september 1922, Hefej, provinca Anhui, Kitajska.
Yang je leta 1957 prejel Nobelovo nagrado za fiziko »za bistro raziskovanje tako imenovanih zakonov parnosti, ki je vodilo do pomembnih odkritij, ki se nanašajo na osnovne delce.«